# Bolesław Kiełbasa

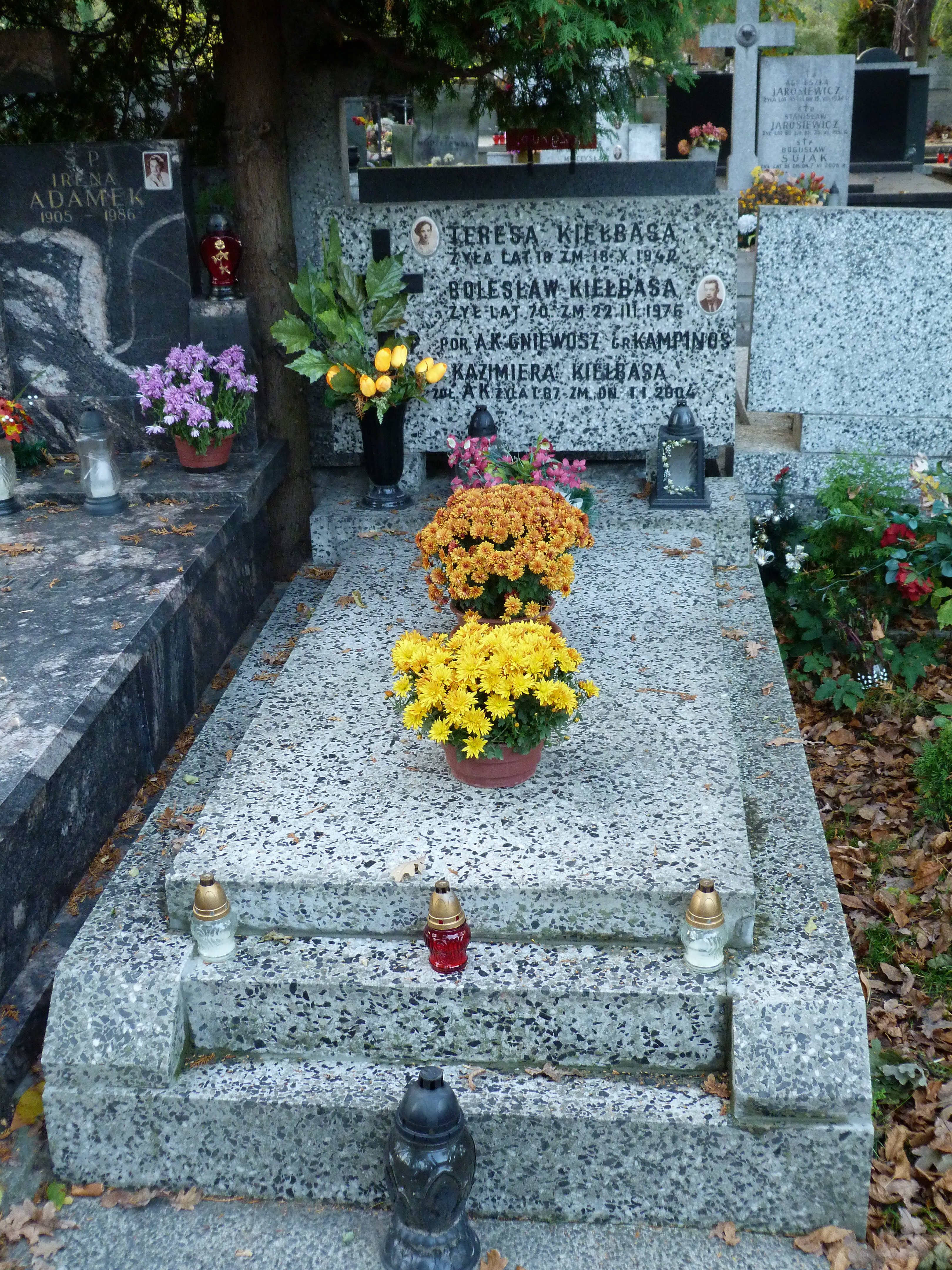
Grobowiec Kazimiery i Bolesława Kiełbasów na cmentarzu Bródnowskim w Warszawie

Bolesław Kiełbasa (ur. 25 marca 1905 w Opatkowicach, zm. 22 marca 1976 w Warszawie) – polski działacz społeczny, ekonomista, porucznik Wojska Polskiego ps. „Gniewosz”.

## Życiorys
Pochodził ze schłopiałej szlachty, która osiadła na Lubelszczyźnie. Zgodnie z wolą rodziców wstąpił do seminarium duchownego w Miejscu Piastowym, ale po dwóch latach przerwał naukę. W 1928 rozpoczął studia na Wydziale Matematycznym Uniwersytetu im. Jana Kazimierza we Lwowie. Po ich ukończeniu w 1932 przeszedł wyszkolenie wojskowe w Modlinie a następnie przeniósł się do Warszawy. Nie posiadając stałego miejsca zamieszkania pracował dorywczo w zakładzie fotograficznym i był korepetytorem z matematyki i rysunku. Po wybuchu II wojny światowej przeszedł do konspiracji i wszedł w szeregi Służby Zwycięstwu Polski, a następnie Związku Walki Zbrojnej. Zadenuncjowany ukrywał się pod fałszywym nazwiskiem Bolesław Górski. Był współorganizatorem punktu kontaktowego w położonej na granicy Generalnego Gubernatorstwa wsi Łomna (punkt udający zakład krawiecki mieścił się w domu rodzinnym żony Bolesława Kiełbasy – Kazimiery z domu Irek ps. „Jenny”, „Janek” (ur. 5 lutego 1916, zm. 1 stycznia 2004), która była łączniczką na terenie Puszczy Kampinoskiej). Po powstaniu Grupy Kampinos został dowódcą 4 kompanii wchodzącej w skład VIII Rejonu, II batalionu pod dowództwem kpt. Stanisława Nowosada „Dulki”. 29 września 1944 Bolesław Kiełbasa został ciężko ranny i nie brał udziału w dalszym szlaku bojowym Grupy Kampinos.
W 1945 był współorganizatorem struktur administracyjnych w gminie Czosnów, pełnił tam przez dwa lata funkcję sekretarza. W 1947 reaktywował funkcjonowanie Ochotniczej Straży Pożarnej i stanął na czele jej zarządu. W 1950 z powodu działalności w Armii Krajowej został usunięty z pracy w urzędzie gminy. W następnych latach wskutek represji często zmieniał miejsca zatrudnienia. Od 1962 był związany z Ligą Obrony Kraju, gdzie pracując w zarządzie głównym przewodniczył sekcji organizującej naukę jazdy dla kierowców placówek dyplomatycznych. W 1966 przeszedł na emeryturę. Pośmiertnie odznaczony Warszawskim Krzyżem Powstańczym. 
Został pochowany na cmentarzu Bródnowskim (kw. 20I-1-21).